# Johann Peter Kellner
Johann Peter Kellner, född 28 september 1705 i Gräfenroda, Thüringen, död 19 april 1772 i Gräfenroda, Thüringen, var en tysk kantor, organist och kompositör. Han var far till Johann Christoph Kellner.

## Biografi
Johann Peter Kellner föddes 1705 i Gräfenroda, Thüringen. Han arbetade som kantor i Gräfenrode och komponerade orgelmusik som bestod av preludier, fugor, allemander, sarabander, giguer, sviter med mera.

## Verk
Lista över kompositioner av Kellner.

### Klaververk
- Svit nummer 1 i D–dur
- Svit nummer 2 i F–dur
- Svit nummer 3 i F–dur
- Svit nummer 4 i d-moll
- Svit nummer 5 i E–dur
- Svit nummer 6 i C–dur
- Manipulus Musices 1

1. Sonat i G-dur

- Manipulus Musices 2

1. Ouvertyr i C-dur
2. Presto i C-dur
3. Menuett i C-dur
4. Ouvertyr i G-dur
5. Presto

- Manipulus Musices 3

1. Ouvertyr i g-moll
2. Allegro i g-moll
3. Ouvertyr i G-dur
4. Vivace i G-dur

- Manipulus Musices 4

1. Ouvertyr i F–dur
2. Allegro
3. Polonäs
4. Menuett
5. Presstissimo

- Menuett i a-moll
- Polonäs i F-dur
- Sex små sonater

1. Sonat i B-dur
2. Sonat i G-dur
3. Sonat i A-dur
4. Sonat i A-dur
5. Sonat (förlorad)
6. Sonat (förlorad)

- Tolv variationer i A-dur
- Konsert i F-dur
- Preludium och fuga i a–moll
- Preludium och fuga i G-dur
- Preludium och fuga i C-dur
- Fuga i a-moll
- Fuga i C-dur
- Fuga i d-moll
- Fuga i G-dur
- Fuga i c-moll

### Orgelverk
- Sonat B-A-C-H
- Trio i D-dur
- Trio i G-dur
- Fantasi i C-dur
- Fantasi i C-dur
- Fantasi i C-dur (och fugetta)
- Preludium och fuga i d-moll
- Preludium i d-moll
- Preludium och fuga i D-dur
- Preludium och fuga i G-dur
- Preludium och fuga i G-dur
- Preludium och fuga i G-dur
- Preludium och fuga i F-dur
- Preludium och fuga i g-moll
- Preludium och fuga i F-dur
- Preludium och fuga i C-dur
- Preludium och fuga i C-dur
- Preludium och fuga i C-dur
- Preludium och fuga i C-dur
- Preludium och fuga i C-dur
- Preludium och fuga i C-dur
- Preludium och fuga i G-dur
- Preludium och fuga i e-moll
- Preludium i B-dur
- Preludium i C-dur
- Preludium i C-dur
- Preludium i g-moll
- Preludium i F-dur
- Preludium i C-dur
- Preludium i C-dur
- Preludium i Es-dur
- Preludium i C-dur
- Fuga i B-dur B-A-C-H
- Fuga i d-moll
- Fuga i D-dur
- Fuga i g-moll
- Fuga i G-dur

#### Koralbearbetningar
- Herzlich tut mich verlangen
- Wer nur den lieben Gott lässt walten
- Was Gott tut, das ist wohlgetan
- Allein Gott in der Höh sei Ehr
- Meinem Jesum laß ich nicht
- Nun danket alle Gott
- Lobt Gott ihr Christen allzugleich
- Ich ruf zu dir, Herr Jesu Christ

### Kantater
- Laß es Jesu dich erbarmen
- Lasset uns mit Jesu ziehen
- All unser Schuld vergib uns Herr
- Kann uns doch kein Tod nicht töten
- Ach das du den Himmel zerrissest
- Lobt ihn mit Herz und Munde
- Es bleybet wohl dabei

### Motetter
- Nun gute Nacht
- Weltmüdes Herze, stell alle deine Klage ein
- Saget der Tochter Zion, siehe dein König kömmt
- Das Jesulein soll doch mein Trost
- Psalm 67, Gott sey uns gnädig und barmherzig
- Nichts ist schöner als Geduld di Kellner